# Giovanni Canti
Giovanni Canti (Parma, 5 dicembre 1653 – Mantova, 4 luglio 1716) è stato un pittore italiano.

## Biografia

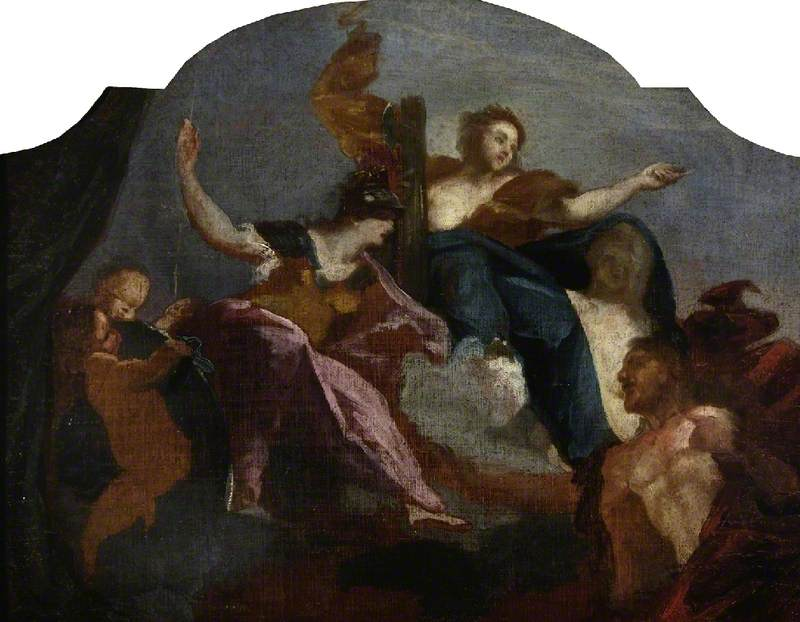
Allegoria della fortezza e della saggezza

Figlio di Ferrante (di famiglia bresciana) e di Fiorita Boni, è conosciuto come pittore di battaglie e paesaggi alla maniera di Ilario Spolverini (Parma, 1657 – Piacenza, 1734). Fu allievo di Francesco Monti, detto "il brescianino delle battaglie".
Giunse a Mantova verso la fine del Seicento dove fondò una scuola: fra i suoi allievi spiccano Francesco Maria Raineri, detto lo Schivenoglia, e Giuseppe Bazzani. Numerose opere di soggetto sacro del Canti sono ancora conservate in chiese di Mantova come la chiesa di San Martino, la chiesa di San Gervasio e la chiesa di Santa Maria della Carità.
Attorno al 1700, lavorò nella villa degli Strozzi a Begozzo di Palidano (MN) dipingendo le "solite famose battaglie", come risulta da una lettera del 1704 che il marchese Pompeo Arrigoni scrisse al nobile Camillo Arrigoni (Archivio Arrigoni-Cavriani, conservato nel palazzo Cavriani di Mantova).
Non è ben chiaro però se nella lettera ci si riferisca al fregio del vestibolo del piano terra (Amazzonomachia) o alle tele della Galleria del primo piano, come risulta da inventari successivi.
Morì a Mantova e fu sepolto nella Chiesa di Sant'Ambrogio.

## Opere
- Amazzonomachia (villa Strozzi a Begozzo di Palidano Gonzaga, Mantova) - attribuzione incerta
- Madonna con s. Antonio (chiesa di San Martino, Mantova l'Annunciata) - attribuito da Giovanni Cadioli
- San Carlo Borromeo, Giovanni Battista e altri santi (chiesa dei Santi Gervasio e Protasio, Mantova)
- Battaglia, olio su tela cm 119x119 (Collezione privata, Mantova)
- Battaglia, cm 116x279, Reggia di Caserta
- Battaglia, cm 118x277, Reggia di Caserta